# Promachella pilosa
Promachella pilosa är en tvåvingeart som först beskrevs av Wilcox 1937.  Promachella pilosa ingår i släktet Promachella och familjen rovflugor. Inga underarter finns listade i Catalogue of Life.